# Knínice (Žlutice)
Knínice (německy Knönitz) je malá vesnice, část města Žlutice v okrese Karlovy Vary v Karlovarském kraji. Nachází se asi 4,5 kilometru severozápadně od Žlutic. Knínice leží v katastrálním území Knínice u Žlutic o rozloze 2,65 km².

## Historie
První písemná zmínka o vesnici pochází z roku 1581, kdy patřila k holetickému panství Zumrů z Herstošic. Roku 1592 připadla Janu Jiřímu Zumrovi, který si zde pravděpodobně postavil tvrz. Jeho nástupce Kryštof Zumr potom panství roku 1603 prodal Jáchymovi z Kolovrat. Od roku 1633 Knínice patřily k údrčskému panství, takže zdejší tvrz již nebyla potřebná a beze stop zanikla.

## Obyvatelstvo
Při sčítání lidu v roce 1921 zde žilo 106 obyvatel (z toho 47 mužů) německé národnosti. Kromě dvou evangelíků byli římskými katolíky. Podle sčítání lidu z roku 1930 měla vesnice 89 obyvatel. Všichni byli německé národnosti a s výjimkou tří evangelíků a dvou lidí bez vyznání se hlásili k římskokatolické církvi. V roce 2011 zde trvale žilo 16 obyvatel.
| Rok            | 1869 | 1880 | 1890 | 1900 | 1910 | 1921 | 1930 | 1950 | 1961 | 1970 | 1980 | 1991 | 2001 | 2011 | 2021 |
| -------------- | ---- | ---- | ---- | ---- | ---- | ---- | ---- | ---- | ---- | ---- | ---- | ---- | ---- | ---- | ---- |
| Počet obyvatel | 110  | 112  | 100  | 92   | 94   | 106  | 89   | 53   | 34   | 28   | 22   | 15   | 9    | 16   | 10   |
| Počet domů     | 17   | 17   | 17   | 17   | 17   | 17   | 18   | 14   | 14   | 10   | 7    | 7    | 7    | 8    | 8    |

## Obecní správa
Při sčítání lidu v letech 1869–1930 Knínice byly samostatnou obcí v okrese Žlutice. V letech 1950–1974 byly částí obce Veselov, se kterým patřily nejprve do okresu Toužim, ale od roku 1960 v okrese Karlovy Vary. Od 1. ledna 1975 jsou částí města Žlutice v okrese Karlovy Vary.

## Pamětihodnosti
- Kaple Panny Marie na jihozápadním okraji vesnice[11]